# Tomaž Gorjup
Tomaž Gorjup, slovenski slikar, * 9. april 1950, Ljubljana.
Leta 1974 je diplomiral na Akademiji za likovno umetnost v Ljubljani pri profesorju Janezu Berniku. Nato je leta 1976 pa končal tudi slikarsko specialko pri profesorju Andreju Jemcu. Leta 1984 je bil na Akademiji za likovno umetnost v Ljubljani izvoljen za docenta, leta 1995 za izrednega profesorja, leta 2000 pa ga je Univerza habilitirala v naziv rednega profesorja za risanje in slikanje na Pedagoški fakulteti Univerze v Ljubljani. Ob upokojitvi je bil imenovan za zaslužnega profesorja ljubljanske univerze.
Njegov oče je akademski slikar Rudi Gorjup, stric pa prav tako slikar Tine Gorjup.

## Nagrade
- 1981 - Župančičeva nagrada mesta Ljubljana.